# Adel Aljabrin
Adel Aljabrin, född 5 januari 1968, är en saudisk bågskytt. Han deltog vid olympiska sommarspelen 1988.